# Archipel-du-Petit-Mécatina
L'Archipel-du-Petit-Mécatina est un canton canadien de l'Est du Québec situé dans la région administrative de la Côte-Nord en Basse-Côte-Nord. Il fut proclamé officiellement le 21 mars 1908. Il couvre une superficie de 5 800 hectares. Il est formé de l'île du Petit Mécatina et des autres îles et îlots de l'archipel du Petit Mécatina.

## Toponymie
Le canton reprend le toponyme de l'archipel du Petit Mécatina. L'île du Petit Mécatina et l'archipel du même nom reprennent eux-mêmes le nom de la rivière du Petit Mécatina. Le nom « Mécatina » vient du montagnais makatinau qui signifie « c'est une grosse montagne ».